# Tibor Navracsics
Tibor Navracsics (Veszprém, 13 giugno 1966) è un politico ungherese espontente del Partito Popolare Cristiano Democratico (in precedenza di Fidesz), commissario europeo dal 2014 al 2019.

## Biografia
Navracsics ha studiato legge a Budapest, laureandosi nel 1990; ha poi insegnato politica e sociologia presso un istituto di formazione degli insegnanti. Dal 1997 al 2001 ha insegnato e condotto ricerche presso l'Università Corvinus di Budapest, dove in precedenza aveva conseguito un dottorato in scienze politiche. Nel 2003 è diventato capo del personale al Presidente del partito Fidesz.
Alle elezioni parlamentari del 2006 e del 2010 viene eletto all'Assemblea nazionale ungherese per Fidesz in rappresentanza della Contea di Veszprém. Il 29 aprile 2010 Viktor Orbán nomina Navracsics Ministro della Giustizia e Vice Primo Ministro del suo secondo governo. Dal 6 giugno al 2014 è Ministro degli Affari Esteri e del Commercio.
Nel 2014 viene designato commissario europeo dell'Ungheria; Jean-Claude Juncker gli ha conferito, all'interno della Commissione da lui guidata, l'incarico di commissario per l'istruzione, la cultura, la gioventù e lo sport.
L'ARCI ha fortemente criticato la scelta di nominare commissario Navracsics, in quanto responsabile della riforma che ha colpito la libertà dei media nel 2011.